# Histon-3'-UTR stamlus

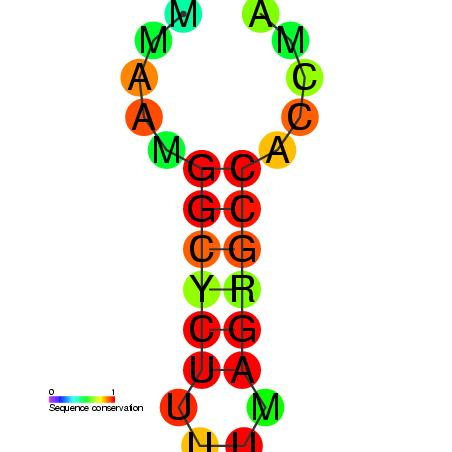
Histon-3'-UTR stamlus

De Histon-3'-UTR stamlus (Eng. Histone 3' UTR stem-loop) is een  RNA-element dat betrokken is bij het nucleocytoplasmische transport van histon mRNA's en bij de regulatie van de stabiliteit en van de efficiëntie van translatie  in het cytoplasma. Bij de mRNA's van dierlijke histon-genen ontbreekt polyadenylatie en een poly-A-staart. In plaats van aan het 3'-eind vindt het proces plaats op een plek tussen een sterk geconserveerde stamlus en een purine rijke regio ongeveer 20 nucleotiden stroomafwaarts (het histon stroomafwaarts element, afgekort HDE).  De stamlus is gebonden door een 31 kDa stamlusbindingseiwit (SLBP - ook genoemd het histon haarspelt bindingsproteïne, afgekort HBP). Samen met de U7 snRNA-binding van het HDE zorgt de SLBP-binding voor de vorming van het produktiecomplex.